# Плато Меридіана

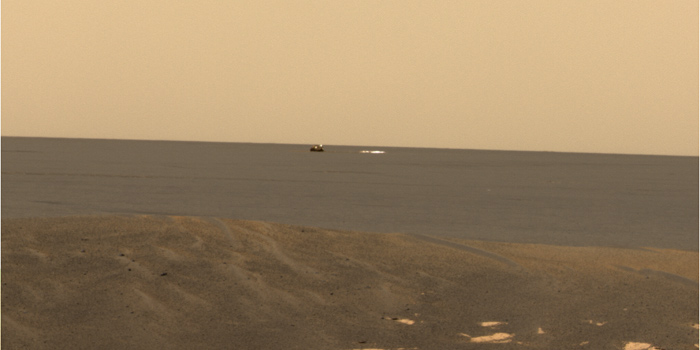
Світлина з марсохода «Оппортьюніті» на південно-західну частину плато Меридіана; на фото видно капсулу і парашут, які були використані при посадці ровера.

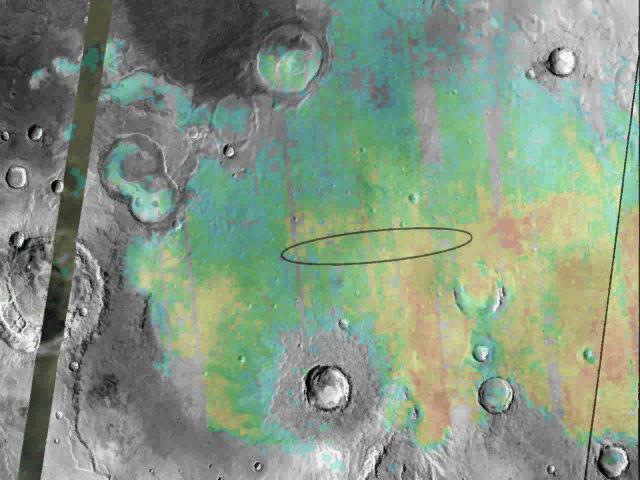
Концентрація гематиту на плато Меридіана. Еліпсом позначено область посадки «Оппортьюніті».

Плато Меридіана (лат. Meridiani Planum) — велика рівнина, розташована у 2° на південь від екватора Марса (з центром у точці з координатами 0,2° пн. ш. 357,5° сх. д.), на західній частині Землі Меридіана. Тут знаходиться рідкісний сірий кристалічний гематит. На Землі гематит найчастіше утворюється в гарячих джерелах або у стоячих водоймах, тому більшість вчених вважає, що гематит на плато Меридіана може свідчити про існування стародавніх гарячих джерел або про наявність рідкої води на поверхні Марса. Гематит є частиною шаруватих осадових порід товщиною від 200 до 800 метрів. Інші особливості плато Меридіана — вулканічний базальт і безліч ударних кратерів.

## Марсохід «Оппортьюніті»: результати дослідження плато
У 2004 році на плато Меридіана здійснив успішну посадку марсохід «Оппортьюніті». Плато Меридіана також було обрано місцем посадки для марсохода космічного апарата Mars Surveyor 2001, запуск якого скасували після невдач із супутником Марса Mars Climate Orbiter і автоматичною марсіанською станцією Mars Polar Lander.
Результати досліджень марсохода «Оппортьюніті» показують, що місце його посадки протягом тривалого часу перебувало в рідкій воді, можливо, у дуже солоній і кислотній. Про це свідчить великий вміст у ґрунті сферичної гальки, пустот усередині скель, вміст у великих кількостях сірки і сульфату магнію, а також інших мінералів, наприклад, ярозит.

## Вивчення гірських порід і відкриття мінералів
Марсохід «Оппортьюніті» виявив, що ґрунт на плато Меридіана схожий із ґрунтом у кратері Гусєва й долині Арес, однак у багатьох місцях плато Меридіана ґрунт вкритий круглими твердими сірими кульками, які дістали назву «чорниця». Було виявлено, що «чорниця» майже повністю складається з мінерального гематиту. Після подальших досліджень було вирішено, що «чорниця» сформувалася саме у водному середовищі. З плином часом концентрація гематиту змінювалася. Велика частина ґрунту складається з олівіну, базальтового піску, але не з місцевих порід. Пісок, можливо, вітром було перенесено з інших місць Марса.

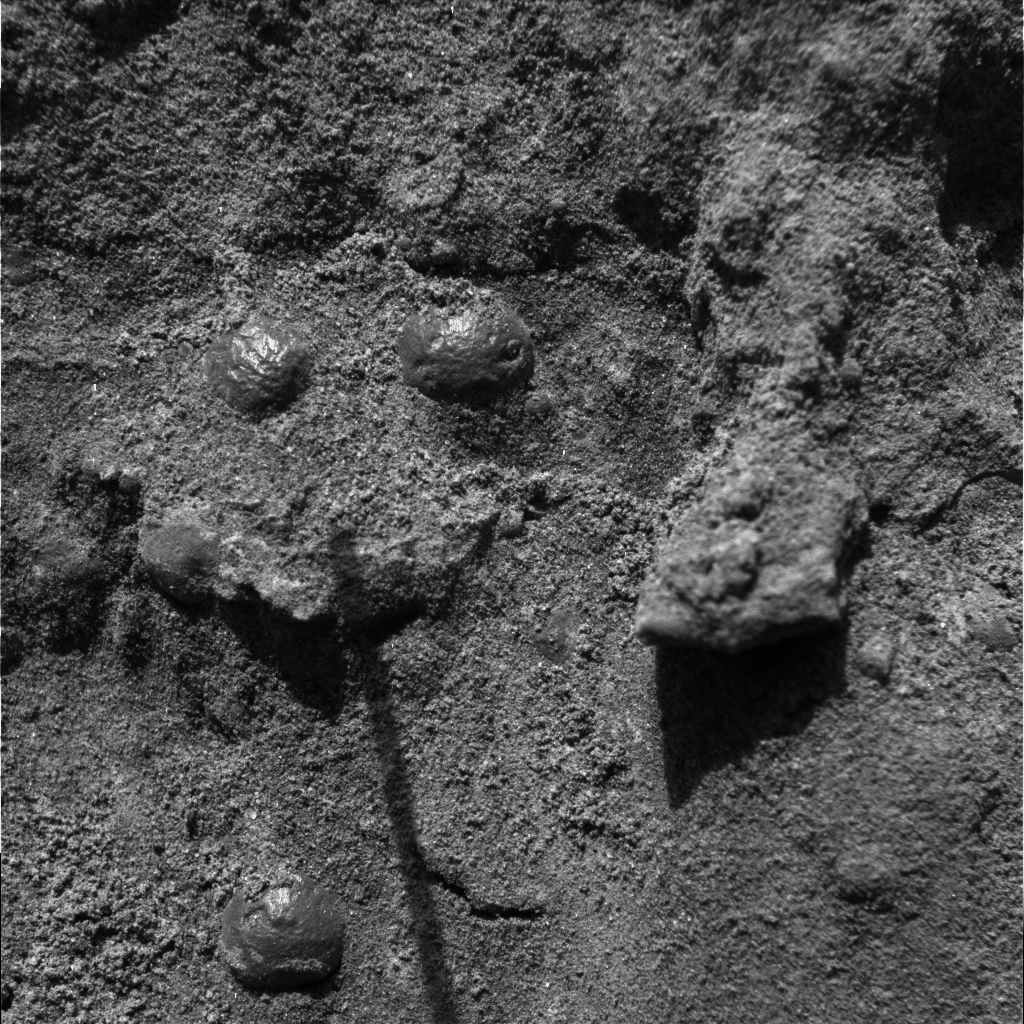
Знімок мікроскопічної камери (MI) ровера показує блискучі сферичні об'єкти на стінках траншеї.
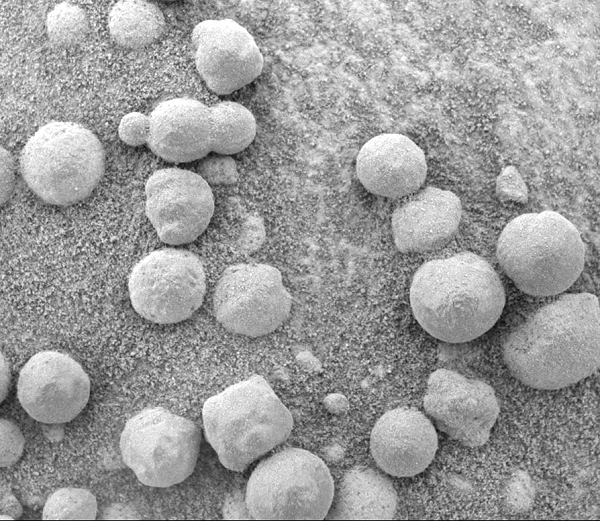
«Чорниця» (гематит) на скелястому оголенні в кратері Ігл.
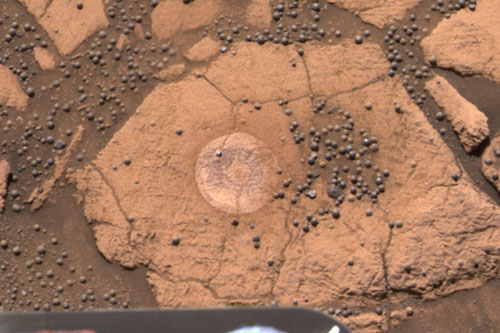
Отвір у камені «Berry Bowl».
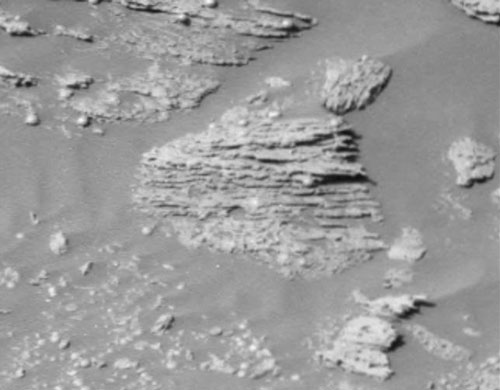
Тонкі пласти гірських порід, не всі паралельні один одному.

### Окремі мінерали

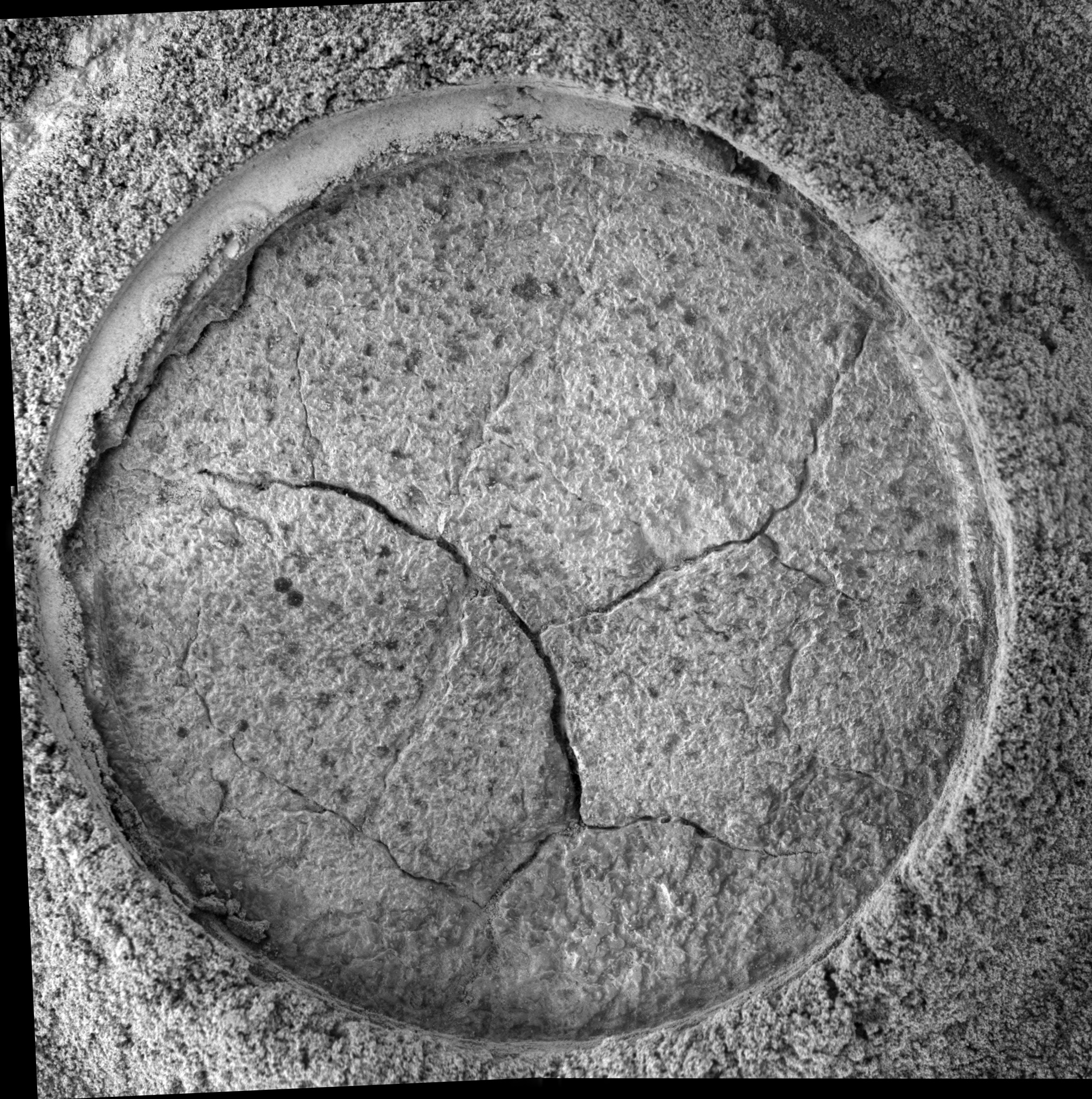
Заглиблення в породі від дії бура (RAT) марсохода поблизу кратера Бігль.

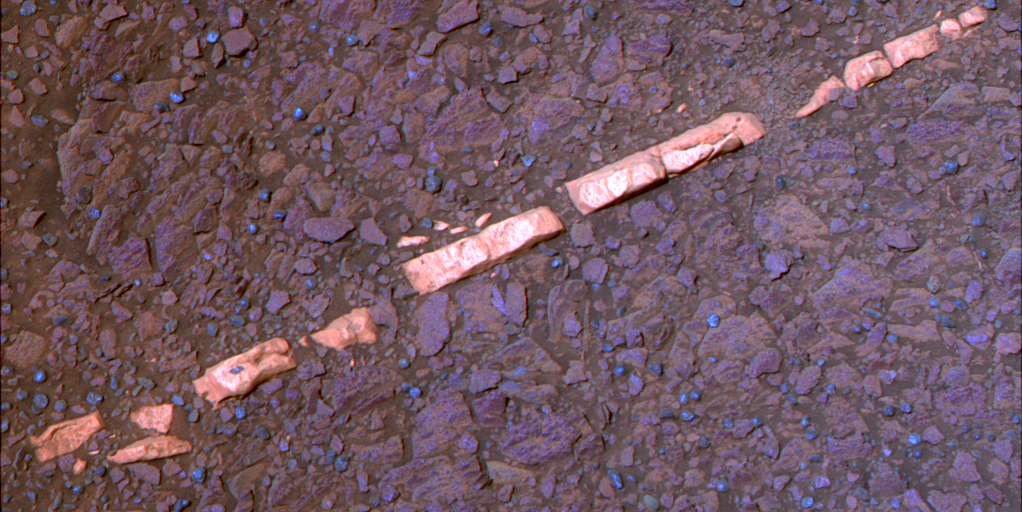
Гіпсова жила «Homestake».

За допомогою месбауерівського спектрометра зроблено аналіз магнітного пилу на корпусі марсохода «Оппортьюніті». Результати її вивчення свідчать про те, що основними її складовими є частинки титаномагнетиту, а не просто магнетиту, як вважалося раніше. Також було виявлено невелику кількість олівіну, що свідчить про те, що планета довгий час перебувала в посушливому кліматі. З іншого боку, невелика кількість гематиту в ґрунті, означає те, що в минулій історії Марса була присутня рідка вода. Ще одним доказом на користь цієї гіпотези служить те, що буровий інструмент (RAT) «Оппортьюніті» з більшою легкістю проробляв поглиблення в скелях, виходячи з цього вчені припустили, що гірські породи на плато Меридіана менш тверді, ніж у кратері Гусєва, який досліджував марсохід «Спіріт».

### Мінерали в складі ґрунту планети
Ровер «Оппортьюніті» використав свій бур для її вивчення поверхневого шару ґрунту планети. Цей шар класифікували як осадовий, з високим вмістом сірки, кальцію і сульфату магнію. Деякі із сульфатів також можуть бути присутніми в ґрунті, наприклад кізерит, сульфат кальцію (ангідрит), басаніт, гексагідрит, епсоміт і гіпс. З солей — це галіт, бішофіт, антарктицит, астраханіт, вантгофіт, також можуть бути присутніми в ґрунті.
Ті породи, які мають у своєму складі сульфати, забарвлені у світліші тони. Спектри цих тонів, містять гідратовані сульфати, були схожі на спектри, виявлені тепловим емісійним спектрометром, що перебуває на борту орбітальної станції Mars Global Surveyor. Такі ж спектри від породи розміщені на великій площі, тому вважається, що вода текла по великих територіях, а не тільки в області вивченій марсоходом «Оппортьюніті».
Альфа-протон-рентгенівський спектрометр (APXS) виявив досить високий рівень вмісту фосфору в скелях. Подібна висока концентрація фосфору була виявлена і в інших місцях, наприклад у кратері Гусєва, таким чином, була висунута гіпотеза, що мантія Марса може бути багата фосфором. Мінерали в гірських породах можуть утворитися при взаємодії з кислотним середовищем або ж вивітрюванням. Оскільки розчинність фосфору безпосередньо залежить від розчинності урану, торію та інших рідкісноземельних металів, тому всі ці елементи повинні бути присутніми і бути збагачені в гірських породах.
При пересуванні «Оппортьюніті» по краю кратера Індевор, він виявив утворення у вигляді протяжної білої смужки, подальший аналіз показав, що основна її складова — гіпс. Знімок праворуч показує дане утворення, пізніше назване «Homestake».

## Свідоцтва про наявність води в минулому
Вивчення гірських порід на плато Меридіана, дало переконливі докази на користь минулої діяльності води. Мінерал ярозит, що утворюється лише у воді, був виявлений у всіх типах ґрунтів, досліджених марсоходом «Оппортьюніті». Це відкриття довело, що вода колись існувала на плато Меридіана. Крім того, деякі породи сформувалися у вигляді пластин (шарів), відточити ці форми допомогла проточна вода. Перші такі пластини були знайдені в камені під назвою «The Dells».
Порожнини в породі утворюються, коли кристали, що формуючись у гірській породі, вивітрюються посередництвом ерозійних процесів. Деякі з таких пустот мають дископодібні форми, що відповідає певним типам кристалів, переважно сульфатам. Концентрація брому в скелях сильно варіюється, ймовірно, тому, що він добре розчиняється. Вода, можливо, встигала сконцентруватися в ґрунті, до того моменту, коли бром починав випаровуватися. Іншим поясненням у зміні концентрації брому, можна вважати вплив нічного морозу, відразу ж після замерзання води, у певних місцях кірка льоду вона починала витісняти менш щільний бром.

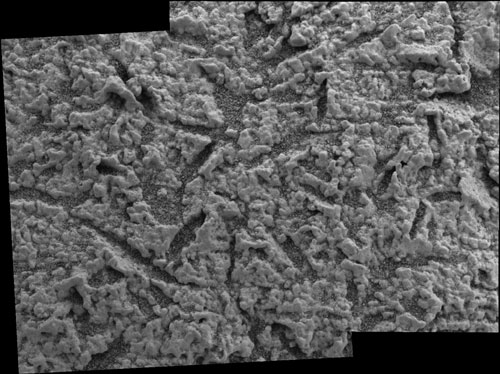
Пустоти в скелі.
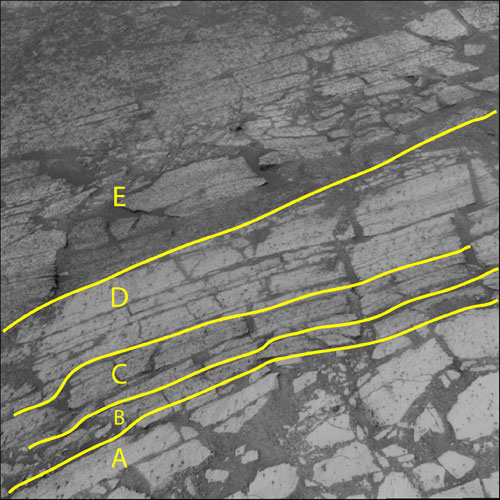
Пласти (шари) гірських порід «Каратепе».

## Камені
Вивчення знайденого каменя під назвою «Баунс» показало, що він був викинутий з кратера під час удару. Його хімічний склад відрізнявся від хімічного складу корінних порід цього місця. Містить переважно піроксени і плагіоклази, без наявності олівіну, за своїм хімічним складом був схожий на метеорит EETA 79001, який, як відомо, прилетів з Марса

## Метеорити
Марсохід «Оппортьюніті» знайшов кілька метеоритів, що лежать на рівнинах Марса. Метеорит «Heat Shield Rock» (був розташований поряд з уламками теплозахисного екрана марсохода), став першим метеоритом, досліджений за допомогою інструментів ровера. Вивчений відразу декількома інструментами:тепловим емісійним спектрометром (Mini-TES), месбауерівським і альфа-протон-рентгенівським спектрометром. Метеорит класифікували як залізний метеорит групи IAB. Альфа-протон-рентгенівський спектрометр визначив, що метеорит на 93 % складався із заліза і на 7 % з нікелю. Камінь під назвою «Fig Tree Barberton» визначили як кам'яний або залізо-кам'яний метеорит, а метеорити під назвою «Allan Hills» і «Zhong Shan» можуть бути тільки залізними.

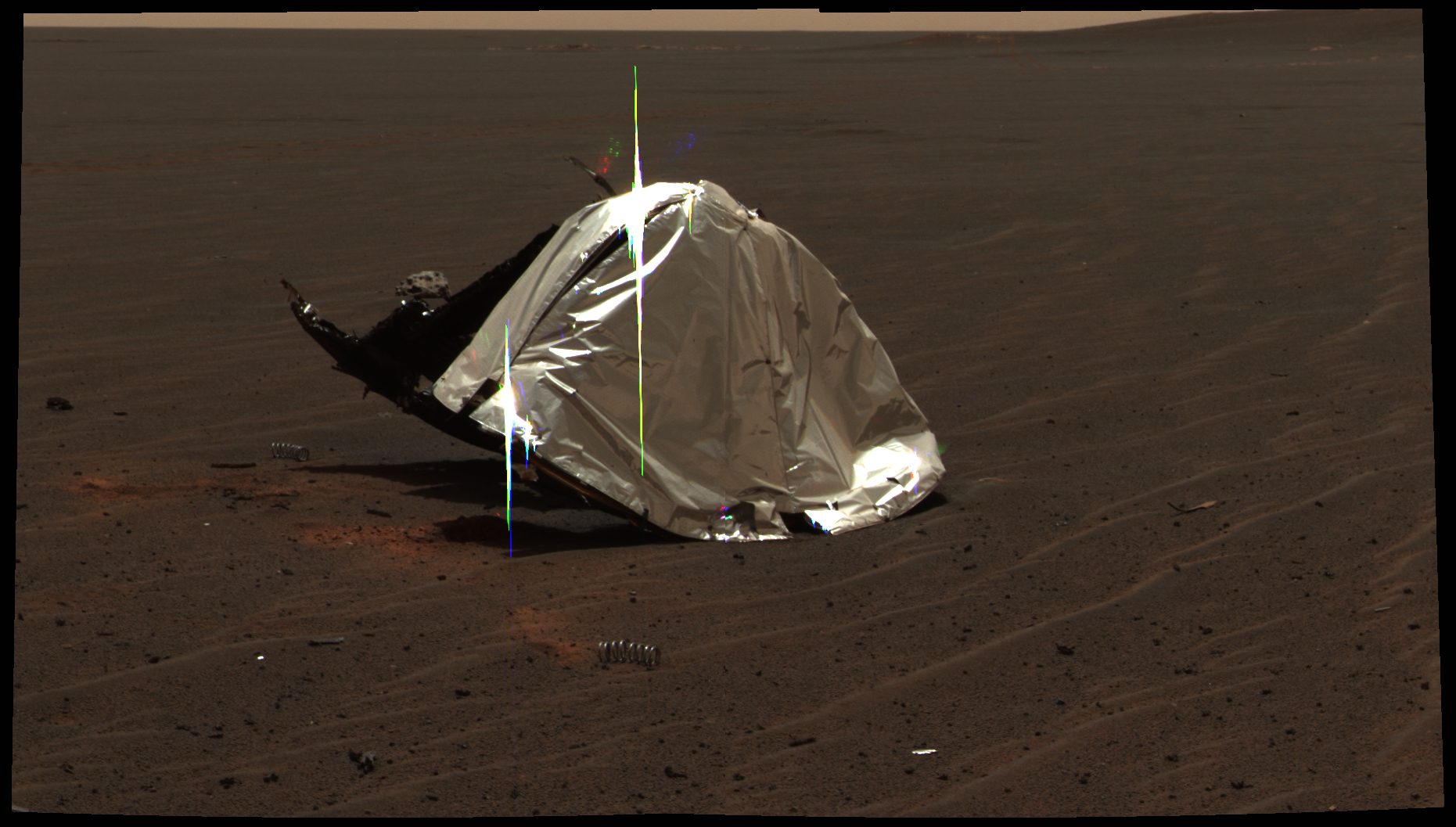
На задньому плані метеорит «Heat Shield Rock».
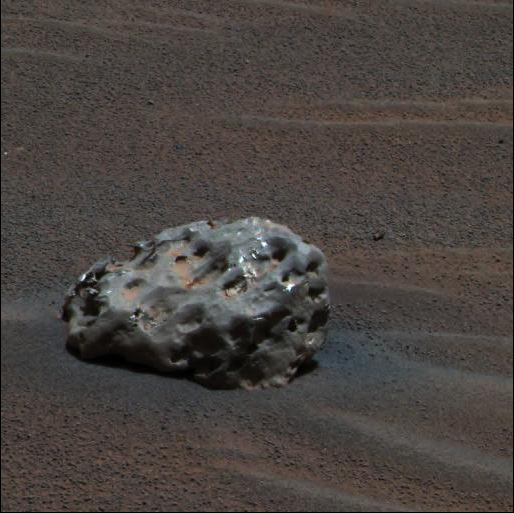
Метеорит «Heat Shield Rock».
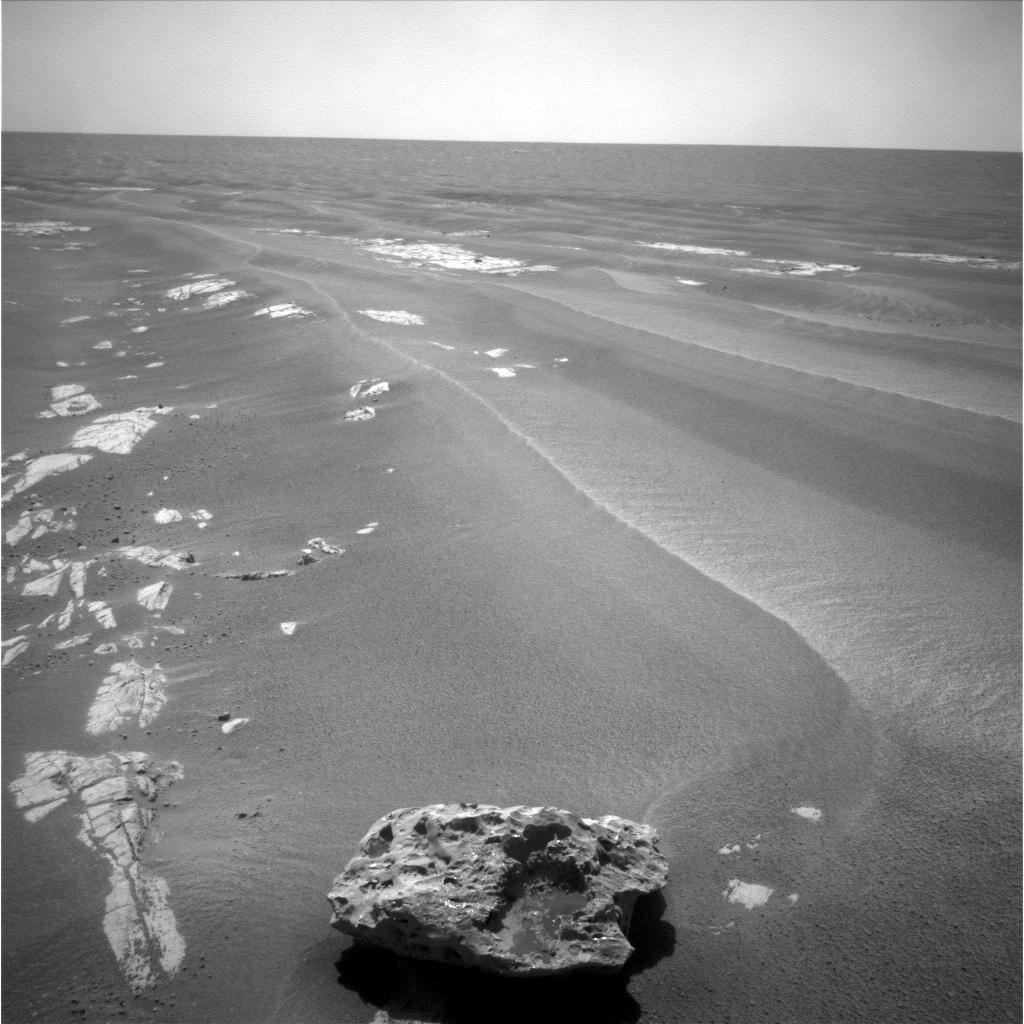
Метеорит «Block Island».

## Історія геології плато Меридіана
Спостереження за плато Меридіана свідчить, що вся її територія перебувала у воді, яка кілька разів висихала і випаровувалася. У цьому повторюваному процесі утворилися сульфати. Із залишків сульфатів сформувався гематит, концентрація якого виросла при взаємодії з водою. Деякі із сульфатів утворюються у великих кристалах, пізніше розчиняються, залишаючи за собою порожнечі в скелі. У процесі дослідження плато Меридіана виділилися кілька доказів, що вказують на посушливий клімат, що існував кілька мільярдів років тому, а також про наявність рідкої води на поверхні Марса, яка принаймні існувала деякий час.

## Кратери наплато Меридіана

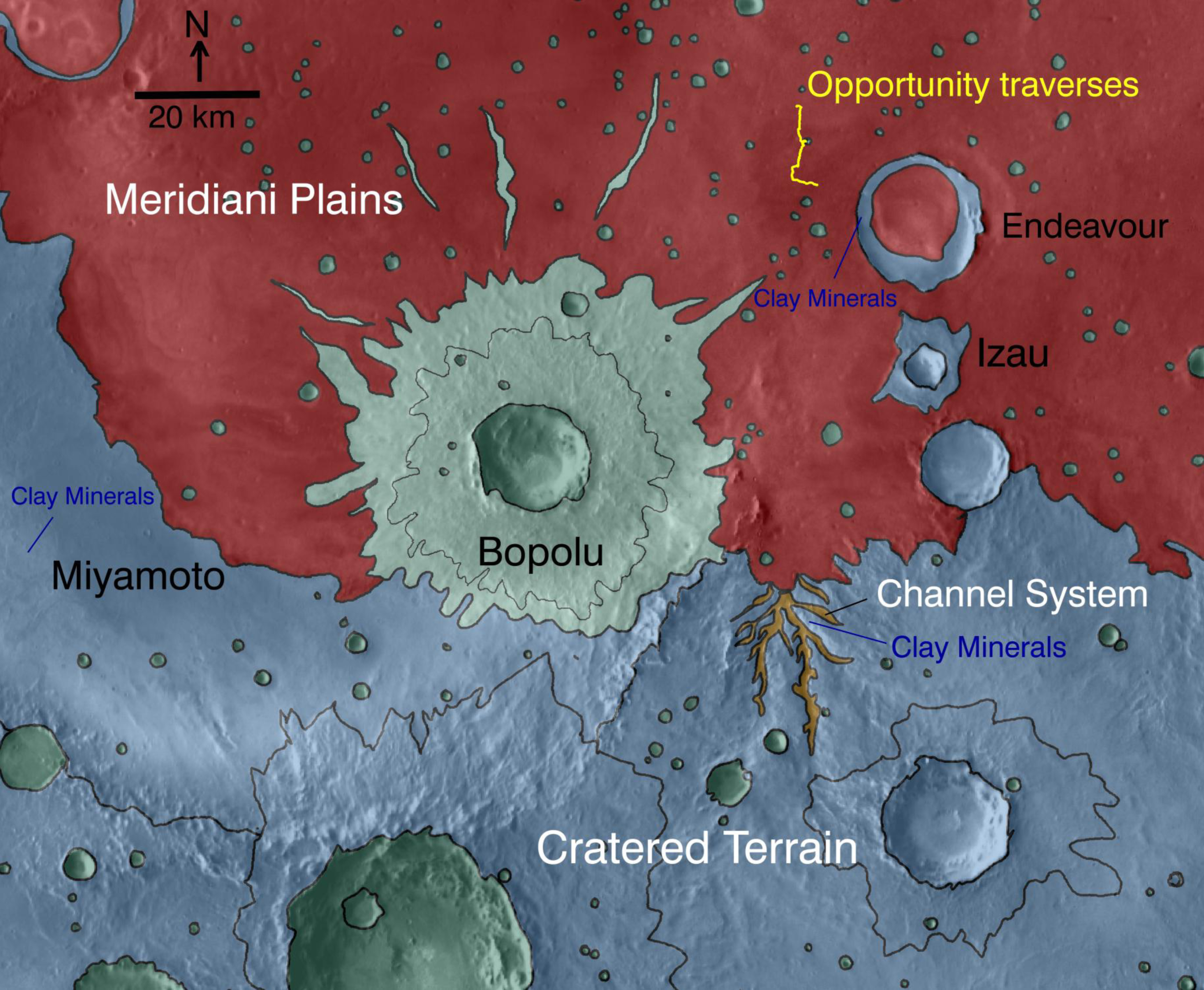
Карта місцевості, концентрація мінералів на плато Меридіана.

- Ейрі — кратер має діаметр 40 км, марсохід «Оппортьюніті» перебував у 375 км на північний захід від нього.

* Ейрі-0 — кратер знаходиться всередині кратера Ейрі.
- Арго — відвіданий марсоходом «Оппортьюніті».
- Бігль — відвіданий марсоходом «Оппортьюніті».
- Бер.
- Ігл — 22-метровий кратер, місце посадки марсохода «Оппортьюніті».
- Індевор — кратер 22 км у діаметрі, відвіданий марсоходом «Оппортьюніті».
- Емма Дін  — відвіданий марсоходом «Оппортьюніті».
- Ендюранс — відвіданий марсоходом «Оппортьюніті».
- Еребус — відвіданий марсоходом «Оппортьюніті».
- Медлер.
- Санта-Марія — відвіданий марсоходом «Оппортьюніті».
- Вікторія — кратер 750 метрів у діаметрі, відвіданий марсоходом «Оппортьюніті».
- Схід — відвіданий марсоходом «Оппортьюніті».
- Натураліст — відвіданий марсоходом «Оппортьюніті».